# Ионов, Алексей Васильевич (священник)
Алексей Васильевич Ионов (29 марта (11 апреля) 1907, Двинск — 4 февраля 1977, Бурлингейм, США) — священнослужитель Русской православной церкви и РПЦЗ, протопресвитер, деятель Псковской православной миссии.

## Биография
Родился 29 марта 1907 года в Двинске (ныне Даугавпилс). Остался в независимой Латвии. В 1927—1929 годах учился в Латвийском университете, затем в Свято-Сергиевском православном богословском институте в Париже. Рукоположен в сан диакона 30 октября 1932 года, затем в сан священника. С 18 декабря 1933 года — настоятель церкви Успения Пресвятой Богородицы на погосте Аксёнова Гора (ныне Псковская область РФ, в то время Латвия), с сентября 1937 года — второй священник церкви св. Александра Невского в Риге.
С августа 1941 года — священник-миссионер Псковской православной миссии, в числе первых посланников митрополита Сергия (Воскресенского). Не позднее июня 1942 года был определён благочинным Островского округа и служил здесь до мая 1943 года.
28 апреля 1943 года был переведён в Гдов настоятелем Афанасиевской церкви. С июня 1943 по февраль 1944 года служил благочинным Гдовского округа.
22 августа 1943 года, уже в достоинстве протоиерея, был назначен настоятелем Варлаамовского храма в Пскове.
С приближением линии фронта вместе с семьёй эвакуировался на Запад. Включился в Русское освободительное движение, возглавляемое Комитетом освобождения народов России и генералом Власовым, окормлял лагеря перемещённых лиц в районе города Зальцбург (Австрия). После войны сумел избежать насильственной репатриации в Советский Союз. В конце 1940-х годов переехал в США, где был настоятелем храма Казанской иконы Божией Матери в Си-Клифф близ Нью-Йорка в юрисдикции Американской митрополии; после 1970 года, когда митрополия восстановила каноническое общение с Московским Патриархатом, перешёл в юрисдикцию Русской Православной Церкви Заграницей (РПЦЗ) и был переведён в Калифорнию, где служил в церкви Всех святых в земле Российской просиявших в г. Бурлингейм близ Сан-Франциско.
Скончался в США 4 февраля 1977 года.

## В литературе и кинематографе
Алексей Ионов — прототип героя романа Александра Сегеня «Поп» и снятого по нему одноименного фильма, священника Александра Ионина. При этом между биографией прототипа и персонажа имеются существенные расхождения (в частности, персонаж показан сравнительно лояльно относящимся к Советам, тогда как реальный прототип был их непримиримым противником; персонаж остаётся в СССР и отбывает срок заключения).

## Произведения
- Записки миссионера